# Roman Zelenay
Roman Zelenay, también Roman Gabriel Zelenay (8 de abril de 1952, Bratislava - 1 de noviembre de 1993, autopista D2 cerca de Lanžhot), fue un político eslovaco y checoslovaco, después de la Revolución de Terciopelo miembro de la Cámara de las Naciones de la Asamblea Federal de Checoslovaquia por Público Contra la Violencia (VPN) y más tarde por el Partido Popular-Movimiento por una Eslovaquia Democrática (HZDS).

## Biografía
Nació en la familia del periodista deportivo Gabo Zelenay y su esposa, la periodista deportiva polaca Danuta Swiateková. Se graduó en la Facultad de Farmacia de la Universidad Comenius de Bratislava, donde trabajó como profesor asistente hasta 1978. Publicó estudios en los campos de la farmacología molecular y la genealogía. Desde 1990 es traductor profesional.
En enero de 1990, en el marco del proceso de cooptación en la Asamblea Federal tras la Revolución de Terciopelo, ocupó un escaño como diputado no partidista, afín al Público Contra la Violencia (VPN), en la parte eslovaca de la Cámara de las Naciones (por el distrito electoral nº 150 - Vranov nad Topľou, región de Eslovaquia Oriental). Defendió su mandato por el VPN en las elecciones de 1990. Tras la disolución del VPN, se unió al grupo parlamentario HZDS en 1991. Fue reelegido por el HZDS en las elecciones de 1992. Permaneció en la Asamblea Federal hasta la disolución de Checoslovaquia en diciembre de 1992. En este último período electoral, ocupó el cargo de vicepresidente de la Asamblea Federal.
Fue un defensor de la soberanía y la independencia de Eslovaquia. El historiador Jan Rychlík afirma que Zelenay le dijo en una conversación privada que para él la independencia eslovaca era un valor en sí misma y que cualquier consideración de complicaciones económicas resultantes de la disolución del estado común era secundaria para él y la mayoría de sus colegas del HZDS. El 4 de agosto de 1992, Roman Zelenay y Vladimír Mečiar participaron en una reunión del HZDS y representantes de la oposición checa, donde se discutieron opciones para una solución alternativa al orden jurídico estatal. El HZDS expresó su apoyo a la petición de la oposición checa de celebrar un referéndum, pero el partido checo no descartó la opción de una unión checo-eslovaca, defendida por el HZDS. Sin embargo, se trataba de consultas no vinculantes que no afectaban al escenario resultante de la disolución de Checoslovaquia, porque el Partido Democrático Cívico (ODS) no permitió al HZDS, como socio de coalición a nivel federal, desviarse del escenario aceptado de creación de dos estados independientes. El 25 de noviembre de 1992, Roman Zelenay, como presidente de la sesión de la Asamblea Federal, fue quien anunció el resultado de la votación, en la que finalmente se aprobó la ley sobre la disolución de la República Federal Checa y Eslovaca.
Dentro del HZDS ocupó el cargo de vicepresidente y fue uno de los aliados de Vladimír Mečiar. Desde abril de 1993 fue secretario de Estado del Ministerio de Cultura de la República Eslovaca. Fue presidente de la Sociedad Genealógica y Heráldica Eslovaca en el Registro Nacional Eslovaco, en cuya fundación participó. Murió en noviembre de 1993 durante un viaje de negocios a Meissen (Alemania), donde debía asistir a la conferencia Este-Oeste, en un accidente en la autopista D2. En el paso fronterizo checo-eslovaco de Lanžhot, tras cruzar el río Morava, el conductor de su coche de empresa se estrelló a gran velocidad contra uno de los camiones que esperaban en la aduana checa. Zelenay, que estaba sentado en el asiento trasero, salió despedido del coche tras el impacto y murió en el lugar debido a heridas en la cabeza.